# مدرسة تاونسند الدولية (بهائية)
مدرسة تاونسند الدولية هي مؤسسة تعليمية خاصة ذات طابع دولي، مستوحاة من البهائية، وتقع في مدينة هلوبوكا ناد فلتافو بجمهورية التشيك. تأسست المدرسة عام 1992، وتستقطب سنويًا نحو 140 طالبًا من حوالي 30 دولة حول العالم. تعتمد المدرسة منهج كامبريدج الدولي في جميع المراحل الدراسية، بدءًا من الروضة وحتى المرحلة الثانوية، وهي معترف بها كمركز رسمي لامتحانات كامبريدج. سُميت المدرسة تكريمًا للعالم والإنساني الأيرلندي جورج تاونسند، أحد الشخصيات البارزة في الديانة البهائية، والذي يُعرف بلقبه "يد أمر الله".
يقيم الطلاب الداخليون في أحد السكنين.

## الأكاديميون
تبدأ المدرسة من مرحلة ما قبل الروضة وتستمر حتى المرحلة الثانوية. يتبع المنهج الدراسي للمدرسة امتحانات كامبريدج الدولية، وهي معترف بها كمركز امتحانات كامبريدج الدولية. اللغة التدريسية في تاونسند هي اللغة الإنجليزية.
تتميز المدرسة ببرنامج المدرسة الابتدائية والذي يتضمن رياض الأطفال والصفوف الابتدائية الدنيا والمتوسطة والعليا. يستمر منهج كامبريدج التعليمي حتى الصف السابع والثامن والتاسع من المرحلة الثانوية الدنيا.
تُعرف الصفوف من 10 إلى 13 بالمستويات من الأول إلى الرابع. تُكتسب المؤهلات كامبريدج بعد اجتياز امتحانات كامبريدج بنجاح في مستويات دراسية مختلفة: في نهاية المستوى الثاني، يتقدم الطلاب لامتحانات IGCSE (الشهادة العامة الدولية للتعليم الثانوي). في نهاية المستوى الثالث، يجلس الطلاب لامتحانات المستوى الدولي AS (المستوى الفرعي المتقدم)، وفي نهاية المستوى الرابع، يجلسون لامتحانات المستوى الدولي A (المستوى المتقدم).
يستخدم الطلاب مستويات AS و A الدولية من Cambridge International للحصول على القبول في الجامعات الرائدة في جميع أنحاء العالم، بما في ذلك ألمانيا وأيرلندا والولايات المتحدة وكندا وأستراليا ونيوزيلندا والهند وسنغافورة وجنوب أفريقيا وهولندا وإسبانيا والمملكة المتحدة.
تتضمن مجموعة المواد الدراسية في كامبريدج العلوم القياسية والعلوم الإنسانية والفنون. بالإضافة إلى دورات كامبريدج، يكمل تاونسند المنهج الدراسي لتوفير دورات تعمل على توسيع آفاق الطلاب ومعالجة الجوانب الاجتماعية والروحية والجسدية للتعليم.

## حرم الجامعة
يقع حرم تاونسند على قمة تل يطل على قلعة هلوبوكا. يتضمن الحرم الجامعي مبنى مدرسي رئيسي ومبنيين سكنيين، يستوعب كل منهما حوالي 50 شخصًا. تشتمل المرافق الخارجية على ملاعب كرة سلة وتنس وملعب كرة قدم وملعب خارجي ومناطق حدائق.

## الأحداث
- استضافت المدرسة المؤتمر الدولي الخامس للمنتدى الدولي للبيئة، والذي تضمن كلمة للأستاذ بيدريش مولدان من جامعة تشارلز، وهو وزير البيئة التشيكي السابق.
- في أواخر عام 2003، عقد مؤتمر الشباب البهائي الدولي، وكان من المتحدثين فيه روبرت هندرسون، وليزلي طاهر زاده (زوجة أديب طاهر زاده)، وبيجان خادم مساغ ، وإندر مانوتشا.
- استضافت المدرسة المنتدى السنوي السادس "الأوقات المتغيرة" لعام 2007[1] مع مارك بامفورد، وهوبر دنبار، وآخرين.[2]
- استضافت المدرسة "برنامج السلام العالمي" لعام 2008 والذي تضمن دورة شهادة مع الأستاذ سهيل بشروي والأستاذ جيمس مالاركي.

## روابط خارجية
- مدرسة تاونسند الدولية

49°2′59.63″N 14°27′10.35″E / 49.0498972°N 14.4528750°E